# Амадина-рубінчик
Амади́на-рубі́нчик (Neochmia) — рід горобцеподібних птахів родини астрильдових (Estrildidae). Представники цього роду мешкають в Австралії та на Новій Гвінеї.

## Види
Виділяють два види:
- Амадина-рубінчик малинова (Neochmia phaeton)
- Амадина-рубінчик червоноброва (Neochmia temporalis)